# Čchen Po-ta
Čchen Po-ta (čínsky pchin-jinem Chén Bódá, znaky zjednodušené 陈伯达, Wade-Gilesova trankskripce Ch'en Po-ta; 29. července 1904 Chuej-an v provincii Fu-ťien – 20. září 1989 Peking) byl čínský propagandista, který se stal hlavním interpretem myšlenek Mao Ce-tunga. Krátce se také dostal na pozici jednoho z pěti nejmocnějších vůdců moderní Číny.

## Život

### Mládí a studium
Pocházel z rolnické rodiny. Ve věku 15 let nastoupil na univerzitu Ťi-mej v Sia-menu, kde dva a půl roku studoval. Poté se vrátil do rodného Chuej-anu jako učitel na základní škole. Byl velkým obdivovatelem spisovatele Kuo Mo-žua, v mládí mu dokonce napsal dopis týkající se jeho básně Bohyně. V roce 1924 odešel do Šanghaje, kde studoval literaturu. Zde se začíná dostávat do kontaktu s komunismem a studuje marxisticko-leninistické teorie. Rok poté se vrací zpět do Sia-menu. Současně v této době probíhalo jednání o spolupráci mezi Kuomintangem a Komunistickou stranou Číny, Čchen Po-ta věřil v Sunjatsenovy Tři principy a proto se rozhodl vstoupit do Kuomintangu.

## Působení v Komunistické straně
Poté, co došlo k šanghajskému masakru, kdy Čankajšek uskutečnil převrat a bylo zlikvidováno mnoho předních komunistů, se Čchen Po-ta rozhodl odejít z Kuomintangu a vstoupit do Komunistické strany Číny. Byl poslán do Wu-chanu, kde se stal vedoucím propagandistického oddělení Komunistické strany. Poté odjel na studia do Sovětského svazu. Po návratu zpět do rodné země přijal pozici vysokoškolského učitele na univerzitě v Pekingu. Během tohoto období působil jako agent komunistické strany Číny. Po vypuknutí druhé čínsko-japonské války (1937-1939) odešel do komunistické základny v Jen-anu v severozápadní Číně. Zde ve stranických vysokých školách vyučoval marxismus-leninismus. Také se znovu setkává s Čang Wen-tchienem, bývalým spolužákem z Moskvy, který seznamuje Čchena Po-tu s Mao Ce-tungem. Jelikož studenti příliš nerozuměli učitelskému výkladu Čchena Po-ty, je přesunut na oddělení propagandy. Zpočátku Čchen Mao-cetunga příliš neoslovil, jeho pozornost si získal až na zasedání, kde byly projednávány myšlenky Sunjatsena. Ještě ten večer byl pozván Maem, aby se připojil na společnou večeři, což se později ukázalo jako zlomový bod v Čchenově životě. V Jen-anu brzy získal velmi dobrou reputaci, samotný Mao poslouchal každou z jeho přednášek o staré čínské filosofii. Jejich vztah se nadále velmi sbližoval, důkazem toho je i fakt, že v roce 1939 se Čchen stal náměstkem generálního tajemníka předsedy vojenské komise (tuto funkci zastával Mao). Čchen Po-ta napsal hodně článků, které byly publikovány během protijaponské války. Poté, co Čankajšek vydal svou knihu Osudy Číny, nařídil Mao Ce-tung určitý typ protiútoku a pověřil Čchena Po-tu a Fan Wen-čaa, aby sepsali kritický komentář ke knize. Tato kritika sloužila i jako šíření propagandy mimo stranu, byla přeložena do angličtiny. Ve 40. letech se v Jen-anu podílel na jednotlivých kampaních. Pozice Čchena se neustále zvyšovala. Postupně se vypracovával na vyšší místa a v roce 1951 začal psát politická pojednání a eseje ve které propaguje Mao Ce-tungovu teorii čínské revoluce v kombinaci s marxismem-leninismem. Publikoval také hodně článků v časopise Žen-min ž'-pao.
Ačkoliv nebývá spojován se zahraničními záležitostmi, v roce 1950 doprovázel Mao Ce-tunga na jednání do Moskvy, kde byla podepsána první smlouva mezi ČLR a SSSR.
Roku 1958 se stal šéfredaktorem časopisu Rudá vlajka. V roce 1966 byl na 11. plenárním zasedání osmého ústředního výboru Komunistické strany Číny zvolen stálým členem. Poté, co byla místo malé skupiny pěti pro kulturní revoluci ustanovena nová skupina, stal se Čchen Po-ta jedním z nejbližších spolupracovníků Ťiang-Čching. Krátce poté, co byl dosazen vydal úvodník s názvem Vymýtit všechny ďábly, což znamenalo vymýtit staré myšlení, starou kulturu a staré zvyky a obyčeje. Z iniciativy Čou En-laje vzešla skupinka politiků, kteří se snažili zmírnit výstřelky kulturní revoluce a dokonce se odvážili kritizovat Lin Piaa, Ťiang Čching a Čchen Po-tu. Po smrti Liou Šao-čchiho si dělal Čhen Po-ta nárok na jeho funkce. V roce 1970 se konalo zasedání pléna ÚV KS Číny, kde se civilní opozice rozhodla vyřadit Čchena Po-tu z politického a civilního života.

## Konec politické kariéry
V roce 1970 se účastnil konference v Lu-šanu, kde došlo k rozkolu mezi Mao Ce-tungem a Lin Piaem. Čchen zde podpořil myšlenky Lin Piaa. V srpnu se konalo zasedání, kde se projednávala konference v Lu-šanu. Mao zde vydal článek, ve kterém deklaruje konec politického života Čchena Po-ty. Po druhém zasedání byla zřízena pracovní skupina na přezkoumání Čchena Po-ty. Po návratu do Pekingu byl uvězněn v domácím vězení a ztratil osobní svobodu. 18. října 1970 byl formálně zadržen a čekala ho rozsáhlá kritika (později byl osmnáctiletý trest počítán od tohoto dne). Oficiálně byl zatčen až v roce 1976. 20. listopadu byl postaven před soud spolu s bandou čtyř.
V roce 1980 byl odsouzen Nejvyšším lidovým soudem na 18 let vězení. Zemřel 20. září 1989 na infarkt myokardu.